# Virgichneumon albilineatus
Virgichneumon albilineatus là một loài tò vò trong họ Ichneumonidae.